# 大圩镇 (合肥市)
大圩镇，是中华人民共和国安徽省合肥市包河区下辖的一个乡镇级行政单位。镇域面积37.92平方公里，人口2.1万。

## 行政区划
大圩镇下辖以下地区：
南斗村、晓南村、圩西村、沈福村、晓星村、学塘村、许贵村、东林村、新民村、慈云村、余墩村、黄港村、迎河村、磨滩村和新河村。

## 建置沿革
大圩乡原属肥西县。1958年，称作合巢人民公社；l961年12月，与晓星人民公社分立，成立大圩乡人民公社；l969年4月，由原东方红、大圩2个公社合并，l970年l2月改为东方红公社；1971年4月分为晓星、大圩两个公社；1978年5月，晓星、大圩两个公社划归合肥市郊区；1983年12月，改社建乡，分别设立晓星乡、大圩乡。
l992年，晓星乡与大圩乡合并为大圩乡。2002年，合肥行政区划调整，该乡隶属包河区。2007年4月撤乡建镇，成立大圩镇。